# Campeonato Gaúcho de Futebol de 1999 - Série A
O Campeonato Gaúcho de Futebol de 1999, foi a 79ª edição da competição no Estado do Rio Grande do Sul. A disputa teve início em 7 de março e o término em 20 de junho de 1999. O campeão deste ano foi o Grêmio.

## Série A
| - Grêmio (Porto Alegre) - 57ª - Internacional (Porto Alegre) - 55ª - Juventude (Caxias do Sul) - 37ª - Caxias (Caxias do Sul) - 38ª - Guarani-VA (Venâncio Aires) - 9ª - Inter-SM (Santa Maria) - 31ª - Passo Fundo (Passo Fundo) - 21ª - Pelotas (Pelotas) - 43ª - Santa Cruz (Santa Cruz do Sul) - 30ª | - Santo Ângelo (Santo Ângelo) - 10ª - São Luiz (Ijuí) - 13ª - Veranópolis (Veranópolis) - 6ª - Esportivo (Bento Gonçalves) - 29ª - 15 de Novembro (Campo Bom) - 5ª - Basil-Far (Farroupilha) - 7ª - Brasil-Pel (Pelotas) - 44ª - Lajeadense (Lajeado) - 15ª - Ypiranga (Erechim) - 20ª |

Nota: Grêmio, Internacional e Juventude entraram apenas na 2ª fase.

## Série B
| - Avenida (Santa Cruz do Sul) - 4ª (Classificado) - São José-PoA (Porto Alegre) - 15ª (Classificado) - Glória (Vacaria) - 11ª - Grêmio Bagé (Bagé) - 25ª - Grêmio Santanense (Santana do Livramento) - 15ª - Novo Hamburgo (Novo Hamburgo) - 51ª | - Palmeirense (Palmeira das Missões) - 4ª - Rio Grande (Rio Grande) - 14ª - São José-CS (Cachoeira do Sul) - 2ª - São Paulo (Rio Grande) - 26ª - Taquariense (Taquari) - 4ª - Torrense (Torres) - 1ª |

## Classificação Geral
|     |                   | J  | V  | E | D  | GP | GC | PT |
| 1º  | Grêmio            | 24 | 18 | 2 | 4  | 47 | 16 | 56 |
| 2º  | Internacional     | 23 | 15 | 5 | 3  | 41 | 19 | 50 |
| 3º  | Veranópolis       | 21 | 10 | 5 | 6  | 39 | 35 | 35 |
| 4º  | Juventude         | 20 | 10 | 4 | 6  | 40 | 29 | 34 |
| 5º  | Avenida           | 18 | 10 | 5 | 3  | 25 | 12 | 35 |
| 6º  | Santa Cruz        | 18 | 7  | 3 | 8  | 27 | 25 | 24 |
| 7º  | Caxias            | 18 | 8  | 5 | 5  | 17 | 12 | 30 |
| 8º  | São José-POA      | 18 | 11 | 4 | 3  | 30 | 13 | 37 |
| 9º  | Inter-SM          | 16 | 6  | 6 | 4  | 22 | 18 | 24 |
| 10º | Santo Ângelo      | 16 | 6  | 4 | 6  | 21 | 20 | 23 |
| 11º | São Luiz          | 16 | 7  | 1 | 8  | 19 | 18 | 22 |
| 12º | Guarani-VA        | 16 | 5  | 4 | 7  | 15 | 23 | 19 |
| 13º | Passo Fundo       | 16 | 5  | 2 | 9  | 20 | 31 | 17 |
| 14º | Brasil-Pel        | 16 | 5  | 1 | 10 | 8  | 24 | 16 |
| 15º | Pelotas           | 16 | 4  | 4 | 8  | 16 | 23 | 16 |
| 16º | 15 de Novembro    | 16 | 4  | 4 | 8  | 15 | 23 | 16 |
| 17º | Ypiranga          | 16 | 4  | 4 | 8  | 12 | 20 | 16 |
| 18º | Esportivo         | 16 | 3  | 5 | 8  | 11 | 18 | 14 |
| 19º | Lajeadense        | 16 | 2  | 7 | 7  | 13 | 29 | 13 |
| 20º | Basil-Far         | 16 | 3  | 3 | 10 | 12 | 24 | 12 |
| 21º | São José-CS       | 10 | 7  | 1 | 2  | 22 | 11 | 22 |
| 22º | Grêmio Bagé       | 10 | 5  | 5 | 0  | 20 | 7  | 20 |
| 23º | Palmeirense       | 10 | 3  | 3 | 4  | 15 | 13 | 12 |
| 24º | Taquariense       | 10 | 3  | 3 | 4  | 19 | 20 | 12 |
| 25º | Rio Grande        | 10 | 3  | 3 | 4  | 13 | 15 | 12 |
| 26º | São Paulo         | 10 | 3  | 2 | 5  | 12 | 15 | 11 |
| 27º | Torrense          | 10 | 3  | 2 | 5  | 9  | 18 | 11 |
| 28º | Glória            | 10 | 2  | 2 | 6  | 10 | 16 | 8  |
| 29º | Novo Hamburgo     | 10 | 2  | 2 | 6  | 8  | 23 | 8  |
| 30º | Grêmio Santanense | 10 | 1  | 2 | 7  | 9  | 19 | 5  |

## Finais
- 13 de junho

Internacional 1-0 Grêmio
- 16 de junho

Grêmio 2-0 Internacional
- 20 de junho

Grêmio 1-0 Internacional
| Campeonato Gaúcho de Futebol 1999                     |
| ----------------------------------------------------- |
| Grêmio Foot-Ball Porto Alegrense Campeão (32º título) |

## Artilheiro
- Ronaldinho Gaúcho (Grêmio) 15 gols

## Segunda divisão
Campeão:Esportivo
2º lugar:15 de Novembro

## Terceira divisão
Campeão:Guarany (Bagé)
2º lugar:Canoas